# Mazarin (bakverk)

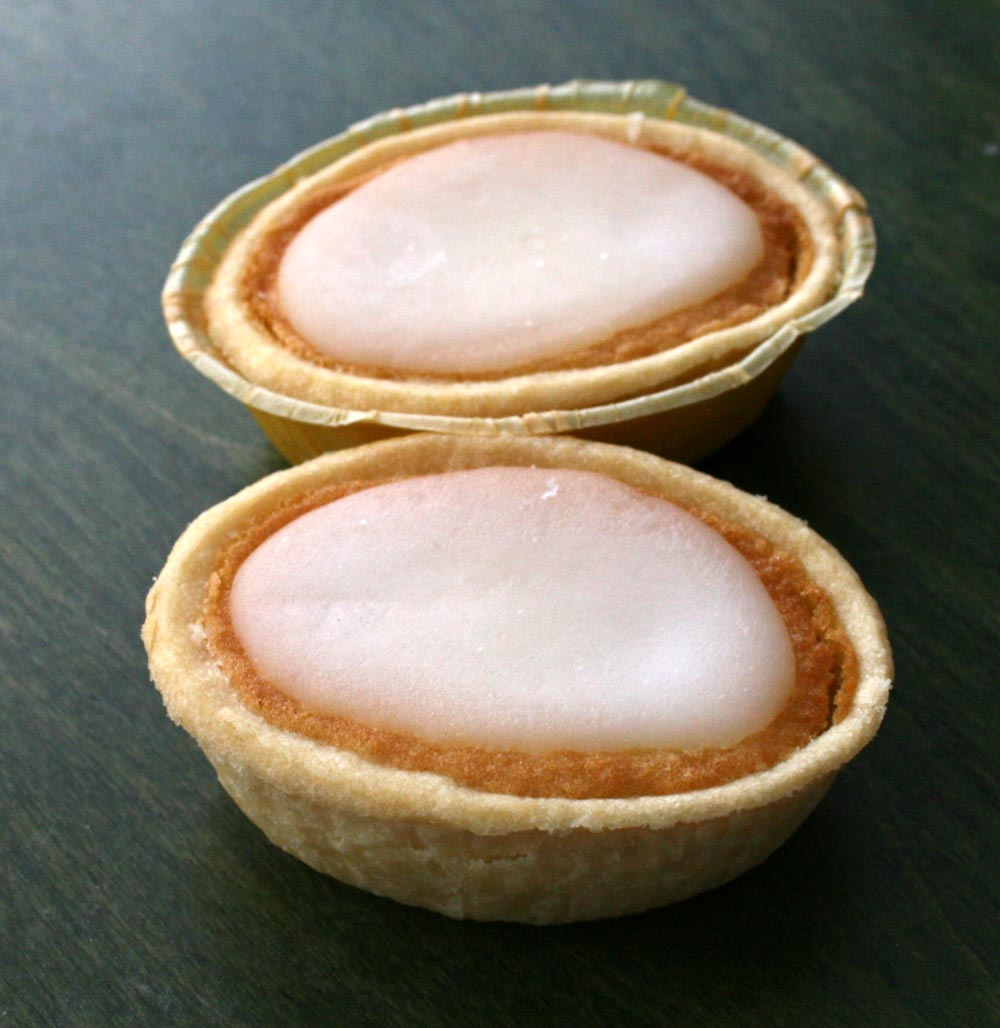
Mazariner.

Mazarin [-i´n], förr även mazaräng, är ett bakverk av 1600- och 1700-talstyp och bakat som en tartelett i en oval eller rund bakform. Skalet består av mördeg, oftast fyllt med en blandning innehållande mandelmassa och toppat med vit glasyr.
Mazarinen räknas som svensk och brukar särskilt förknippas med fika, men har sannolikt inte svenskt ursprung. Mazarinens ursprung och ålder är osäker. Enligt Jan-Öjvind Swahn i Mathistorisk uppslagsbok är den troligen uppkallad efter kardinal Jules Mazarin. Kardinalen var av italiensk härkomst men verksam även i Frankrike. Jules Mazarin fick i sin tur eventuellt sitt släktnamn uppkallat efter mandelmassa/marsipan. Han var även känd för att sprida italiensk gastronomi, bland annat pasta och bakverk. Mazarinreceptet kan möjligtvis ha tillkommit vid den tiden under 1600-talet. Enligt Nationalencyklopedin och Svenska Akademiens ordbok härstammar ordet eventuellt från äldre franskans mazarine, vilket avser en tallrik eller ett fat som till utseendet påminner om en mazarinform. I svenska skrifter finns det belägg för ordet mazarin från 1866 (SO) eller 1886 (SAOB).

## Varianter och temadagar
Det finns olika variationer med olika fyllningar och topping, vissa med egna namn – exempelvis cubamazarin med choklad och hasselnötter och katalan som innehåller hallonsylt. Även större varianter som mazarinkaka/mazarintårta förekommer.
I Sverige förekommer mazarinens dag som infaller den 10 januari. Dessutom mazarindagen som infaller den 13 mars.